# Giovanni Risatti
Dom Giovanni (João) Risatti, PIME, (1 de dezembro de 1942 - 9 de setembro de 2003) foi um bispo católico, segundo bispo da Diocese de Parintins e terceiro bispo da Diocese de Macapá.

## Biografia
Risatti juntou-se ao Pontifício Instituto das Missões Estrangeiras em 1967 e foi ordenado padre em 23 de junho de 1968.
Enviado como missionário ao Brasil pelo PIME em 1972, Padre Risatti serviu em várias funções na Prelazia e Diocese de Parintins, inclusive como reitor do Seminário João XXIII e coordenador do Conselho Pastoral. 
Foi nomeado bispo coadjutor para a Diocese de Parintins em 10 de dezembro de 1987. Recebeu a ordenação episcopal através do Arcebispo Carlo Furno, núncio apostólico no Brasil, em 21 de fevereiro de 1988, tendo como consagrantes Dom Arcângelo Cerqua, bispo de Parintins, e Dom Clóvis Frainer, arcebispo de Manaus.
Após a renúncia do Bispo Arcângelo Cerqua, Dom Giovanni Risatti sucedeu-o como segundo bispo diocesano de Parintins, em 15 de julho de 1989. Em 20 de janeiro de 1993, foi apontado pelo Papa João Paulo II para a Diocese de Macapá. Foi consagrante de Gino Malvestio (1994), seu sucessor em Parintins.
Dom Giovanni Risatti faleceu de infarto fulminante do miocárdio em 9 de setembro de 2003, durante visita à Itália.